# Isak Frey
Isak Frey (* 28. srpna 2003 Baerum) je norský biatlonista.
Biatlonu se věnuje od roku 2012. Ve světovém poháru nastoupil poprvé v březnu 2025 se slovinské Pokljuce, kde ve zkráceném vytrvalostním závodě obsadil 17. místo. 
Ve své dosavadní kariéře nevyhrál ve světovém poháru žádný individuální ani kolektivní závod. Na nižším okruhu v IBU Cupu vyhrál v devíti individuálních závodech, včetně dvou na Mistrovství Evropy, a  celkové hodnocení poháru v sezóně 2024/2025. Zúčastnil se i několika juniorských šampionátu, když je celkem čtyřnásobným mistrem světa z juniorských závodů štafet a sprintu.

## Výsledky

### Mistrovství Evropy
| Sezóna  | A  | Místo          | SP | SZ | IZ | ŠT | SŠT | Věk    |
| ------- | -- | -------------- | -- | -- | -- | -- | --- | ------ |
| 2023/24 | ME | Brezno‑Osrblie | 3. | 1. | 5. | ×  | 1.  | 20 let |
| 2024/25 | ME | Martell        | 5. | 2. | 1. | 1. | ×   | 21 let |

### Juniorská mistrovství
| Sezóna  | D   | Místo    | SP  | SZ  | HZ | IZ | ŠT | SŠT | Věk    |
| ------- | --- | -------- | --- | --- | -- | -- | -- | --- | ------ |
| 2022/23 | MSJ | Ščučinsk | 10. | 10. | ×  | 3. | 1. | 3.  | 19 let |
| 2023/24 | MSJ | Otepää   | 1.  | ×   | 2. | 4. | 1. | 1.  | 20 let |